# Joachim-Charles de Brunswick-Wolfenbüttel
Joachim Charles de Brunswick-Wolfenbüttel (* 29 avril 1573, mort le 9 octobre 1615 à Calvörde) est le troisième fils de Jules de Brunswick-Wolfenbüttel et Hedwige de Brandebourg. Depuis 1592, il est prévôt à Strasbourg et maire de cette ville.
Il refuse de se marier avec la princesse suédoise Marguerite Élisabeth, parce qu'il est encore trop jeune pour se marier. En 1608, il installe sa résidence au Château de Calvörde. Il offre à l'église de Saint georges Calvörde un autel, la chaire, les fonts baptismaux et l'orgue. Il est décédé le 9 octobre 1615 et est enterré à l'Abbaye de Mariental.